# Seconda primavera
Seconda primavera è un film italiano del 2015 scritto e diretto da Francesco Calogero.  Dopo l’anteprima mondiale al 26º Trieste Film Festival, e il debutto internazionale al 49º Worldfest Houston, dove riceve il Gold Remi Award nella categoria Foreign Film, il film ottiene una nomination ai Nastri d'Argento per il miglior soggetto e il Dedalo Minosse Cinema Prize, assegnato al protagonista Claudio Botosso. Inserito nei programmi del N.I.C.E. (New Italian Cinema Events) per proiezioni in Ucraina e Usa, Seconda primavera viene premiato come miglior film all'XI Hamilton Film Festival (Canada), dopo essere stato proiettato all'interno della retrospettiva dedicata da Annecy Cinéma Italien al regista, in occasione della consegna di un premio alla carriera (Prix Sergio Leone 2016).

## Trama
Giunto alla soglia dei cinquant'anni, l’architetto Andrea si vede costretto da una crisi professionale a vendere la sua villa al mare, attorniata da un incantevole giardino. Tra i potenziali acquirenti Andrea conosce l’anestesista quarantenne Rosanna, sposata con il più giovane Riccardo, che fa il commesso in un negozio di scarpe ma nutre ambizioni da scrittore. In un’imprevedibile notte di San Silvestro, Andrea presenta a Riccardo la studentessa Hikma, sorella minore di un cliente di origine maghrebina, a cui deve ristrutturare un attico. Passano i mesi, e Andrea apprende che Hikma è rimasta incinta di Riccardo, finendo per essere ripudiata dal fratello, musulmano osservante, mentre il ragazzo è stato a sua volta cacciato di casa dalla moglie e ha perso il lavoro. Andrea si risolve così ad aiutare i due giovani, ospitandoli nella sua villa. Una decisione dettata dal senso di colpa, ma, anche se Andrea non osa confessarlo apertamente, è evidente che Hikma gli ricorda in maniera impressionante la moglie Sofia, morta quattro anni prima proprio nel giardino della villa, in circostanze mai del tutto chiarite.

## Riprese
Il film è stato girato nel 2013 in Sicilia.

## Distribuzione
Il film è stato distribuito nelle sale cinematografiche il 4 febbraio 2016.